# Owen Thomas Jones
Owen Thomas Jones (16 avril 1878 - 5 mai 1967) est un géologue gallois. Il est titulaire de la chaire de professeur woodwardien de géologie de l'université de Cambridge. Il remporte la Médaille royale de la Royal Society, ainsi que la médaille Wollaston et la médaille Lyell de la Geological Society of London.

## Sources
- (en) Cet article est partiellement ou en totalité issu de l’article de Wikipédia en anglais intitulé « Owen Thomas Jones » (voir la liste des auteurs).